# Marrucinere
Marrucinerne var en stamme, der i oldtiden beboede et lille område i Mellemitalien, afgrænset af floderne Aterno og Foro. Den største by i marrucinernes land var Teate, det nuværende Chieti. Andre bosættelser lå i Ceio (det nuværende San Valentino in Abruzzo Citeriore), Iterpromium (Casauria), Civitas Danzica (Rapino), and havnebyen Aternum (Pescara), som man delte med Vestinerne, uden at det tilsyneladende afstedkom støre problemer. 

## Historie
Marrucinernes nævnes første gang i historiebøgerne i forbindelse med, at de sluttede sig sammen med Romerrigets fjender, da den anden Samniske krig begyndte i 325 f.Kr. Romerne vandt, og fra 305 f.Kr. var Marrucinerne deres allierede. Marrucinerne talte oprindeligt det italiske sprog oskisk, men efter Forbundsfællekrigen 90-88 f.Kr. blev området en del af selve Romerriget, og befolkningen blev anerkendt som romerske borgere og begyndte at tale latin. 